# Elecciones presidenciales de Costa Rica

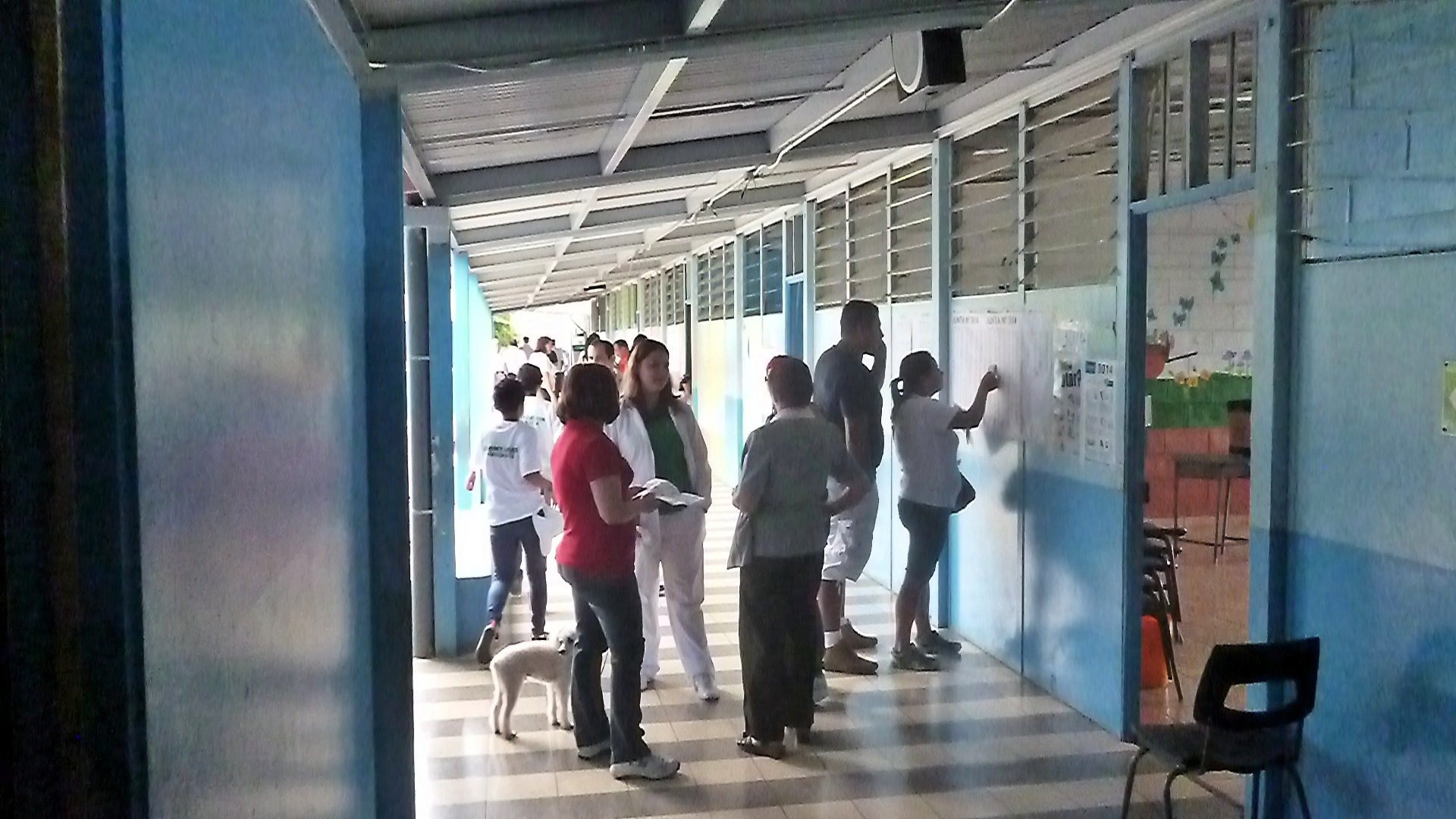
Costarricenses votando

Las siguientes tablas contiene una lista de las elecciones de los gobernantes que ha tenido Costa Rica desde su independencia de España en 1821. De 1822 a 1823 Costa Rica perteneció al Primer Imperio Mexicano y de 1824 a 1838 a la República Federal de Centroamérica.

## Elecciones para jefe de Estado de Costa Rica (1824-1844)
De conformidad con la Ley Fundamental del Estado Libre de Costa Rica de 1825, el jefe de Estado era elegido cada cuatro años mediante elección popular indirecta. En la Constitución de 1844 se estableció un sistema de sufragio directo. 
En la tabla siguiente se indican los principales participantes en las elecciones costarricenses de esa época.
| Candidato vencedor                 | Elección; | Otros candidatos |
| ---------------------------------- | --------- | --- |
| Juan Mora Fernández                | 1824      | José Rafael de Gallegos y Alvarado |
| Juan Mora Fernández                | 1825      | José Rafael de Gallegos y Alvarado |
| Juan Mora Fernández                | 1829      | Juan Mora Fernández fue elegido por unanimidad |
| José Rafael de Gallegos y Alvarado | 1833      | Manuel Aguilar Chacón, Nicolás Ulloa Soto y Manuel Fernández Chacón. Como ningún candidato obtuvo la mayoría absoluta, el Congreso eligió a José Rafael de Gallegos y Alvarado |
| Braulio Carrillo Colina            | 1835      | Juan José Lara Arias, Joaquín de Iglesias Vidamartel |
| Manuel Aguilar Chacón              | 1837      | Braulio Carrillo Colina |
| Francisco María Oreamuno Bonilla   | 1844      | José María Alfaro Zamora, Juan Mora Fernández |

## Elecciones para Presidente del Estado (1847)
De conformidad con la Constitución de Costa Rica de 1847, el Presidente del Estado era elegido cada seis años mediante elección popular indirecta. En la tabla siguiente se indican los principales participantes en las elecciones costarricenses de esa época.
| Candidato vencedor       | Elecciones; | Otros candidatos         |
| ------------------------ | ----------- | ------------------------ |
| José María Castro Madriz | 1847        | José María Alfaro Zamora |

## Elecciones para Presidente de la República (desde 1848)
De conformidad con la Constitución de Costa Rica de 1848, el presidente era elegido cada seis años mediante elección popular indirecta. El período se fijó en a tres años en las Constituciones de 1859 y 1869, y cuatro en la de 1871. En 1913 se adoptó el sistema de sufragio directo. En la Constitución de 1917 se amplió nuevamente a seis años el período presidencial, pero en 1919 se restableció la Constitución de 1871 y se volvió al período de cuatro años, que se mantuvo en la Constitución de 1949, hoy vigente.
En la tabla siguiente se indican los principales participantes en las elecciones costarricenses de esa época.
| Candidato vencedor                                                                                                  | Elecciones; | Otros candidatos                                                                                           |
| --- | ----------- | --- |
| Juan Rafael Mora Porras                                                                                             | 1849        | Rafael Moya Murillo, Manuel Antonio Bonilla Nava                                                           |
| Juan Rafael Mora Porras                                                                                             | 1853        | |
| Juan Rafael Mora Porras                                                                                             | 1859        | |
| José María Montealegre Fernández                                                                                    | 1860        | Manuel Mora Fernández                                                                                      |
| Jesús Jiménez Zamora                                                                                                | 1863        | |
| José María Castro Madriz                                                                                            | 1866        | |
| Jesús Jiménez Zamora                                                                                                | 1869        | |
| Tomás Guardia Gutiérrez                                                                                             | 1872        | |
| Aniceto Esquivel Sáenz                                                                                              | 1876        | Aniceto Esquivel Sáenz fue elegido por unanimidad                                                          |
| Próspero Fernández Oreamuno                                                                                         | 1882        | |
| Bernardo Soto Alfaro                                                                                                | 1886        | Bernardo Soto Alfaro fue elegido por unanimidad                                                            |
| José Rodríguez Zeledón                                                                                              | 1890        | Ascensión Esquivel Ibarra                                                                                  |
| Rafael Yglesias Castro                                                                                              | 1894        | José Gregorio Trejos Gutiérrez, Félix Arcadio Montero Monge, Fadrique Gutiérrez                            |
| Rafael Yglesias Castro                                                                                              | 1898        | Rafael Yglesias Castro fue elegido por unanimidad                                                          |
| Ascensión Esquivel Ibarra                                                                                           | 1902        | Máximo Fernández Alvarado                                                                                  |
| Cleto González Víquez                                                                                               | 1906        | Tobías Zúñiga Castro, Máximo Fernández Alvarado, Bernardo Soto Alfaro, Ezequiel Gutiérrez Iglesias         |
| Ricardo Jiménez Oreamuno                                                                                            | 1910        | Rafael Yglesias Castro                                                                                     |
| No hubo declaratoria de elección y el Congreso llamó a ejercer el poder al Primer Desigado Alfredo González Flores  | 1913        | Máximo Fernández Alvarado, Carlos Durán Cartín, Rafael Yglesias Castro                                     |
| Federico Alberto Tinoco Granados                                                                                    | 1917        | Fue candidato único                                                                                        |
| Julio Acosta García                                                                                                 | 1919        | José María Soto Alfaro                                                                                     |
| Ricardo Jiménez Oreamuno                                                                                            | 1923        | Alberto Echandi Montero, Jorge Volio Jiménez                                                               |
| Cleto González Víquez                                                                                               | 1928        | Carlos María Jiménez Ortiz                                                                                 |
| No hubo declaratoria de elección y el Congreso llamó a ejercer el poder al Primer Desigado Ricardo Jiménez Oreamuno | 1932        | Ricardo Jiménez Oreamuno, Manuel Castro Quesada, Carlos María Jiménez Ortiz, Maximiliano Koberg Bolandi    |
| León Cortés Castro                                                                                                  | 1936        | Octavio Béeche Argüello                                                                                    |
| Rafael Ángel Calderón Guardia                                                                                       | 1940        | Manuel Mora Valverde, Virgilio Salazar Leiva                                                               |
| Teodoro Picado Michalski                                                                                            | 1944        | León Cortés Castro                                                                                         |
| Otilio Ulate Blanco                                                                                                 | 1948        | Rafael Ángel Calderón Guardia                                                                              |
| José Figueres Ferrer                                                                                                | 1953        | Fernando Castro Cervantes                                                                                  |
| Mario Echandi Jiménez                                                                                               | 1958        | Francisco José Orlich Bolmarcich, Jorge Rossi Chavarría                                                    |
| Francisco José Orlich Bolmarcich                                                                                    | 1962        | Rafael Ángel Calderón Guardia, Otilio Ulate Blanco, Enrique Obregón Valverde                               |
| José Joaquín Trejos Fernández                                                                                       | 1966        | Daniel Oduber Quirós                                                                                       |
| José Figueres Ferrer                                                                                                | 1970        | Mario Echandi Jiménez, Virgilio Calvo Sánchez                                                              |
| Daniel Oduber Quirós                                                                                                | 1974        | Fernando Trejos Escalante, Jorge González Martén, Rodrigo Carazo Odio                                      |
| Rodrigo Carazo Odio                                                                                                 | 1978        | Luis Alberto Monge Álvarez, Rodrigo Alberto Gutiérrez Sáenz, otros                                         |
| Luis Alberto Monge Álvarez                                                                                          | 1982        | Rafael Ángel Calderón Fournier, Mario Echandi Jiménez, otros                                               |
| Óscar Arias Sánchez                                                                                                 | 1986        | Rafael Ángel Calderón Fournier, Rodrigo Alberto Gutiérrez Sáenz, otros                                     |
| Rafael Ángel Calderón Fournier                                                                                      | 1990        | Carlos Manuel Castillo Morales, Víctor Daniel Camacho Monge, otros                                         |
| José María Figueres Olsen                                                                                           | 1994        | Miguel Ángel Rodríguez Echeverría, Miguel Salguero, otros                                                  |
| Miguel Ángel Rodríguez Echeverría                                                                                   | 1998        | José Miguel Corrales Bolaños, Vladimir de la Cruz de Lemos, otros                                          |
| Abel Pacheco de la Espriella                                                                                        | 2002        | Rolando Araya Monge, Ottón Solís Fallas, Otto Guevara Guth, otros                                          |
| Óscar Arias Sánchez                                                                                                 | 2006        | Ottón Solís Fallas, Otto Guevara Guth, otros                                                               |
| Laura Chinchilla Miranda                                                                                            | 2010        | Ottón Solís Fallas, Otto Guevara Guth, otros                                                               |
| Luis Guillermo Solís Rivera                                                                                         | 2014        | Johnny Araya Monge, José María Villalta Florez-Estrada, Otto Guevara Guth, otros                           |
| Carlos Alvarado Quesada                                                                                             | 2018        | Fabricio Alvarado Muñoz, Antonio Álvarez Desanti, Rodolfo Piza Rocafort, Otto Guevara Guth, otros          |
| Rodrigo Chaves Robles                                                                                               | 2022        | José María Figueres Olsen, Fabricio Alvarado Muñoz, Eliécer Feinzaig Mintz, Lineth Saborío Chaverri, otros |